# 라우라 외스테르베리 칼마리
라우라 엘리나 외스테르베리 칼마리(핀란드어: Laura Elina Österberg Kalmari, 혼전 성씨: 칼마리(Kalmari), 1979년 5월 27일 ~ )는 핀란드의 전직 여자 축구 선수로 선수 시절 포지션은 공격수이다.

## 클럽 경력
라우라 칼마리는 5세 시절이던 1984년에 키르코눔미를 연고로 하는 여자 축구 클럽인 퀴르크슬래트 이드로츠푀레닝(KyIF) 청소년 클럽에서 선수 생활을 시작했다. 1995년에 푸이스톨란 우르헤일리야트(PuiU)로 이적했고 1997년에는 말민 팔로세우라(MPS)로 이적했다.
라우라 칼마리는 1998년부터 2001년까지 HJK 헬싱키 소속으로 활동하던 동안에 HJK 헬싱키의 나이스텐 리가 4회 우승, 핀란드 여자컵 5회 우승에 기여했고 1999 시즌부터 2001 시즌까지 3회 연속으로 나이스텐 리가 득점왕을 차지했다. 2000년에는 미국 포틀랜드 대학교 산하 포틀랜드 파일러츠 여자 축구단에서 활동했고 2002년에는 USL W리그 소속 여자 축구 클럽인 보스턴 레니게이즈에서 활동했다.
라우라 칼마리는 2002년부터 2004년까지 스웨덴의 여자 축구 클럽인 우메오 IK 소속으로 활동하던 동안에 우메오 IK의 UEFA 여자컵(현재의 UEFA 여자 챔피언스리그) 2회 우승에 기여했으며 2004 다말스벤스칸 시즌에서는 득점왕에 오르는 영예를 안았다. 2005년부터 2006년까지 유르고르덴/엘브셰(현재의 유르고르덴 IF) 소속으로 활동하던 동안에는 유르고르덴의 2005 여자 스벤스카 쿠펜 시즌 우승에 기여했다.
라우라 칼마리는 2007년에 AIK 포트볼 다메르로 이적했지만 2008년 3월에는 임신으로 인해 한동안 활동을 중단했다. 2008년 6월에 AIK 포트볼 다메르로 복귀했고 2010년부터 2011년에 은퇴할 때까지 미국 여자 프로 축구에 소속되어 있던 여자 축구 클럽인 스카이 블루 FC 소속으로 활동했다.

## 국가대표 경력
라우라 칼마리는 1996년 3월 11일에 열린 아이슬란드와의 알가르브컵 경기에서 처음 출전하면서 핀란드 여자 축구 국가대표팀 선수로 데뷔했다. 잉글랜드에서 개최된 UEFA 여자 유로 2005에서 핀란드의 준결승전 진출에 기여했고 5차례(1999년, 2003년, 2006년, 2009년, 2010년)에 걸쳐 핀란드 올해의 여자 축구 선수로 선정되는 영예를 안았다.
라우라 칼마리는 2006년 4월 22일에 열린 폴란드와의 2007년 FIFA 여자 월드컵 유럽 지역 예선 경기에서 A매치 100경기 출전 기록을 수립했지만 2008년 3월에는 임신으로 인해 한동안 활동을 중단했다. 2009년 1월에 핀란드 여자 축구 국가대표팀에 복귀했고 핀란드에서 개최된 UEFA 여자 유로 2009에서 핀란드의 8강전 진출에 기여했다. 라우라 칼마리는 2011년에 핀란드 여자 축구 국가대표팀에서 은퇴할 때까지 130경기에 출전하여 41골을 기록했는데 이 기록은 핀란드 여자 축구 국가대표팀 역사상 개인 최다 출전 기록이기도 하다.

## 사생활
라우라 칼마리는 2007년에 니코 외스테르베리와 결혼했으며 2008년 3월에 딸을 출산했다.

## 수상

### 클럽
HJK 헬싱키
- 나이스텐 리가 4회 우승 (1998, 1999, 2000, 2001)
- 핀란드 여자컵 5회 우승 (1996, 1997, 1998, 1999, 2000)

우메오 IK
- 다말스벤스칸 1회 우승 (2002)
- 여자 스벤스카 쿠펜 2회 우승 (2002, 2003)
- UEFA 여자 챔피언스리그 2회 우승 (2003, 2004)

보스턴 레니게이즈
- USL W리그 1회 우승 (2002)

유르고르덴/엘브셰
- 여자 스벤스카 쿠펜 1회 우승 (2005)

### 개인
- 1999 나이스텐 리가 시즌 득점왕 수상
- 1999년 핀란드 올해의 여자 축구 선수 선정
- 2000 나이스텐 리가 시즌 득점왕 수상
- 2001 나이스텐 리가 시즌 득점왕 수상
- 2003년 핀란드 올해의 여자 축구 선수 선정
- 2004 다말스벤스칸 시즌 득점왕 수상
- 2006년 핀란드 올해의 여자 축구 선수 선정
- 2009년 핀란드 올해의 여자 축구 선수 선정
- 2010년 핀란드 올해의 여자 축구 선수 선정